# Боярышник (фильм)
«Боярышник» — советский художественный фильм 1979 года снятый на киностудии «Казахфильм» режиссёром Муратом Омаровым, по мотивам рассказа писателя Ораздека Сарсенбаева «Спи спокойно, ревизор».

## Сюжет
Ревизора райфинотдела старика Каугабаева, проводящего проверку бухгалтерских документов строительного треста, отзывают из командировки. Он удивлён — ведь только что он запросил необходимые документы, и расстроен — не успел найти и привезти из этих мест по просьбе жены боярышник.
Оказывается, его начальство, повязанное семейственностью и круговой порукой, направляя его надеялось обеспечить прохождение проверки трестом без проблем — рассчитывая на слабое здоровье, возраст и рассеянность старика, его мягкий характер, а также на его формальный подход при последней проверке перед уходом на спокойную пенсию.
Но тихий ревизор, не может не довести дело до конца — он возвращается — найти боярышник и завершить проверку. Несмотря на посулы начальства получить садовый участок, отклоняя попытки проверяемых дать ему крупную взятку, вставая перед сложным моральным выбором — один из строителей треста — зять его знакомой, которая в войну будучи медсестрой спасла его — фронтовика, получившего в 1942 году ранение под Курском, он всё-таки проводит ревизию, уличая обнаглевших от безнаказанности «хозяйственников» в хищениях.

## В ролях
- Нуржуман Ихтымбаев — Байхон Каугабаев, ревизор фининспекции
- Мулюк Суртубаев — Алихан, замначальника фининспекции
- Тамара Косубаева — Райхан
- Есболган Жайсанбаев — Медибек Дульсеков, прораб
- Раиса Мухамедьярова — Дарига
- Алимгазы Райнбеков — Малибек
- Айкен Мусабекова — жена Байхона
- Жанна Керимтаева — машинистка треста
- Сайдаль Абылгазин — главный бухгалтер треста

## Литературная основа
Фильм снят по мотивам рассказа Оразбека Сарсенбаева «Спи спокойно, ревизор», в переводе на русский язык Г. К. Бельгером рассказ неоднократно публиковался в сборниках писателя.
Рассказ получил положительные отзывы критики на страницах общесоюзных журналов:

Очень удачен рассказ «Спи спокойно, ревизор». Колоритна фигура «маленького человека», ревизора районного масштаба Каугабаева, уличившего в уголовном преступлении влиятельного человека. Это нелегко. Старик Каугабаев мягкосердечен по природе, к тому же он отлично знает, что у Дуйсекова в районе есть сильные покровители. … 
«Разве честность — не первое достоинство? А может, людям надоели все эти словеса, вроде совести, чести, справедливости? Ведь нынче их вконец затрепали. Кто знает. Лично он, Баймен, предпочитает ходить по прямой дорожке…». — Дружба народов, 1975
Отмечалось, что автору удалось создать не просто назидательный рассказ, в котором социальный конфликт «попросту перенесён в сферу „чистой“ морали», а показать характер героя:

Маленький человек — ревизор райфинотдела Каугабаев нравственно вырастает в процессе расследования хищений, которые совершил влиятельный в районе хозяйственник Дуйсеков. В мучительном борении с обывательским «здравым смыслом», несмотря на нажим непосредственного начальства, Каугабаев всё-таки доводит до конца разоблачение наглого стяжателя. Эта вера в справедливость, борьба за неё и делают незаметного, «скучного» человека героем рассказа.— Знамя, 1977